# Helmholtzstraße 10, Weberstraße 1

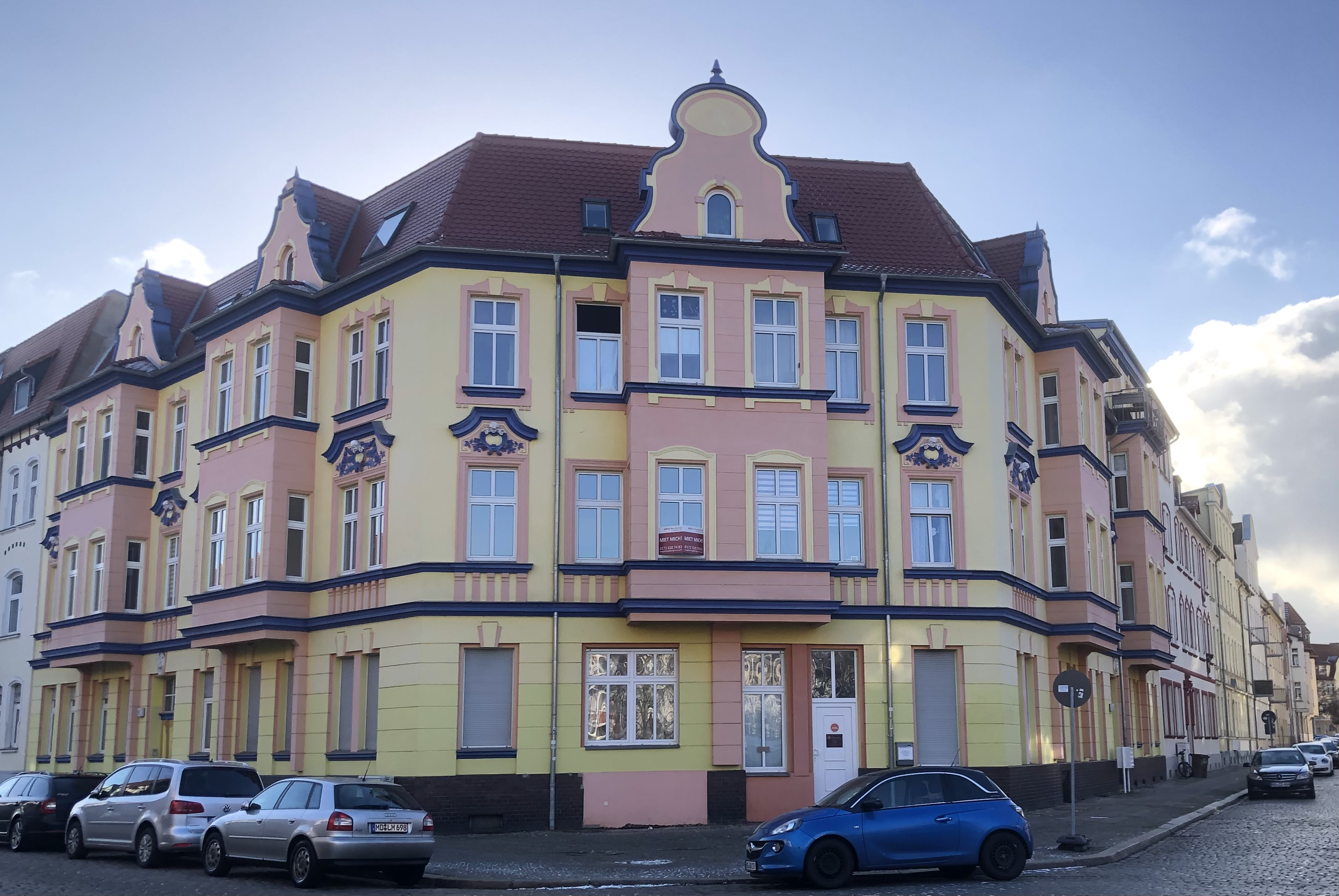
Helmholtzstraße 10, Weberstraße 1 im Jahr 2022

Das Gebäude Helmholtzstraße 10, Weberstraße 1 ist ein denkmalgeschütztes Wohnhaus im Magdeburger Stadtteil Leipziger Straße in Sachsen-Anhalt.

## Lage
Das Haus befindet sich auf der Südseite der Helmholtzstraße in einer das Straßenbild prägenden Ecklage zur östlich des Hauses einmündenden Weberstraße.

## Architektur und Geschichte
Das dreigeschossige als Doppelhaus angelegte Wohngebäude entstand im Jahr 1905. Der repräsentativ gestaltete verputzte Bau wurde von den Eigentümern Gebrüdern Wend errichtet. Neben den beiden Fassaden zur Helmholtz- und zur Weberstraße hin, wurde die Ecksituation mit einer eigenen sechsachsigen Fassade besonders betont. An den Fassaden befinden sich vor den beiden Obergeschossen zweiachsige Erker. Ein Erker ist mittig an der Eckfassade angeordnet. Er ist mit einem geschweiften Giebel bekrönt und betont die Symmetrie des Komplexes. Zwei weitere entsprechende Erker weisen zur Helmholtz-, einer zur Weberstraße. Die Fensteröffnungen des Hauses sind mit Stuckelementen im Stil des Neobarocks verziert. Bedeckt ist der Bau mit einem Mansarddach.
Im örtlichen Denkmalverzeichnis ist das Wohnhaus unter der Erfassungsnummer 094 18267 als Baudenkmal verzeichnet. Vermutlich versehentlich wurde das Haus darüber hinaus auch unter der Adresse Weberstraße 1 mit der Erfassungsnummer 094 76972 geführt.
Das Gebäude gilt als Beispiel für ein Mietsgebäude seiner Bauzeit mittleren Standards und ist architektur- und stadtgeschichtlich bedeutend.